# Peito-de-fogo-de-bico-vermelho
O peito-de-fogo-de-bico-vermelho (Lagonosticta senegala) é um pequeno pássaro comedor de sementes da família Estrildidae. Esta é uma ave reprodutora residente na maior parte da África Subsaariana com uma extensão global estimada de ocorrência de 10.000.000 km2. Foi introduzido no Egito, mas a população foi extinta. Também foi introduzido no sul da Argélia, onde atualmente está se expandindo para o norte.

## Taxonomia
Em 1760, o zoólogo francês Mathurin Jacques Brisson incluiu uma descrição do peito-de-fogo-de-bico-vermelho em sua Ornithologie com base em um espécime coletado no Senegal. Ele usou o nome francês Le Sénégali rouge e o nome latino Senegalus Ruber. Embora Brisson tenha cunhado nomes latinos, estes não estão de acordo com o sistema binomial e não são reconhecidos pela Comissão Internacional de Nomenclatura Zoológica. Quando em 1766 o naturalista sueco Carl Linnaeus atualizou seu Systema Naturae para a décima segunda edição, ele adicionou 240 espécies que haviam sido descritas anteriormente por Brisson. Um deles era o peito-de-fogo-de-bico-vermelho. Linnaeus incluiu uma breve descrição, cunhou o nome binomial Fringilla senegala e citou o trabalho de Brisson. A espécie é agora colocada no gênero Lagonosticta que foi introduzido pelos ornitólogos alemães Jean Cabanis em 1851.
- L. s. senegala (Linnaeus, 1766) – Mauritânia, Senegal e Gâmbia a oeste e centro da Nigéria
- L. s. rhodopsis ( Heuglin, 1863) [11] - leste da Nigéria, norte e centro de Camarões e sul do Chade ao Sudão, oeste da Eritreia e oeste da Etiópia
- L. s. brunneiceps Sharpe, 1890 – [12] – centro da Etiópia e sudeste do Sudão
- L. s. somaliensis Salvadori, 1894[13] – sudeste da Etiópia e sul da Somália
- L. s. ruberrima Reichenow, 1903 – passarinho-de-bico-vermelho Uganda[14] – República Democrática do Congo, Uganda e oeste do Quênia ao nordeste de Angola, nordeste da Zâmbia e norte do Malawi
- L. s. rendalli Hartert, 1898 – [15] – sul de Angola para Moçambique sul para África do Sul

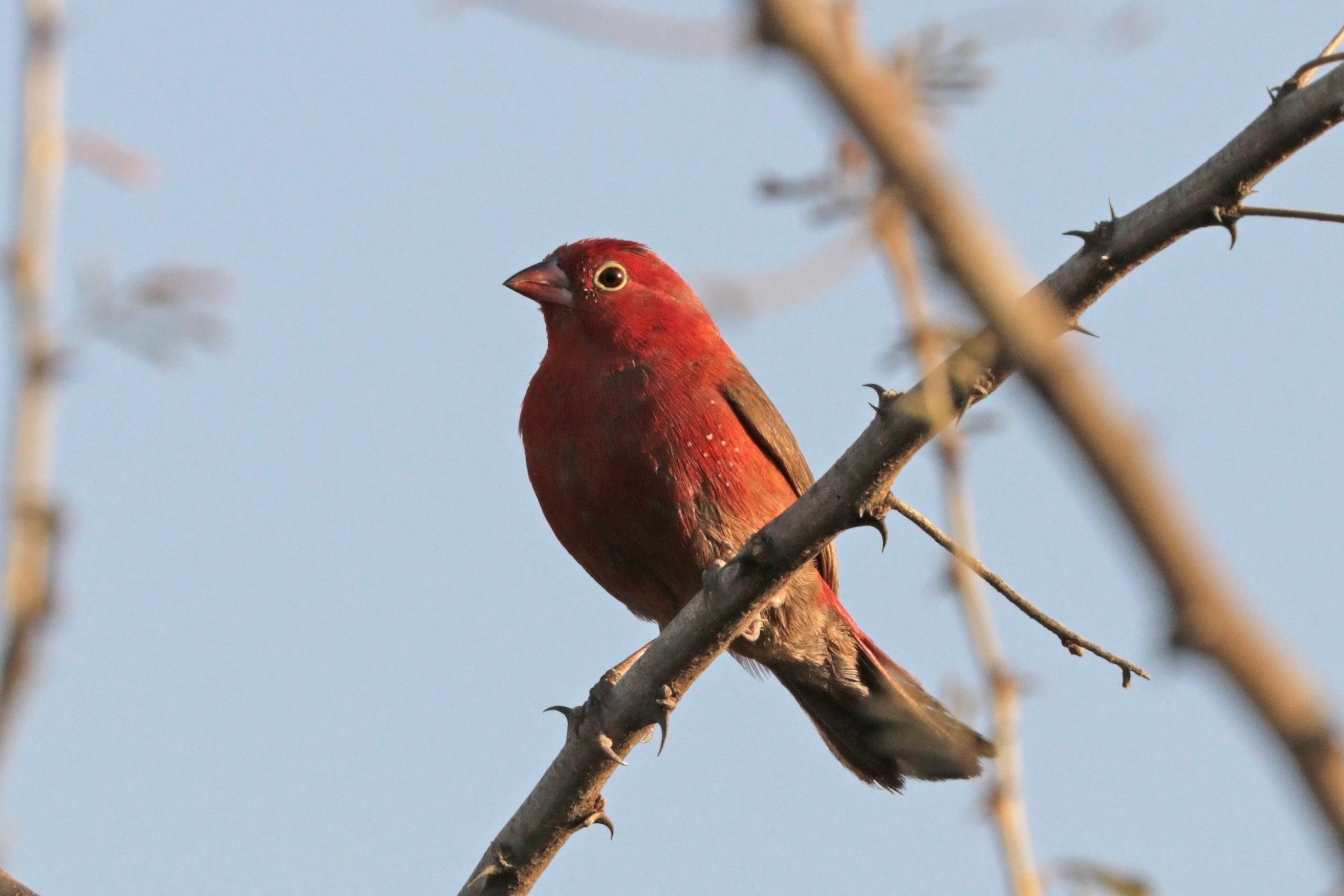
macho L. s. Brunneiceps, Etiópia
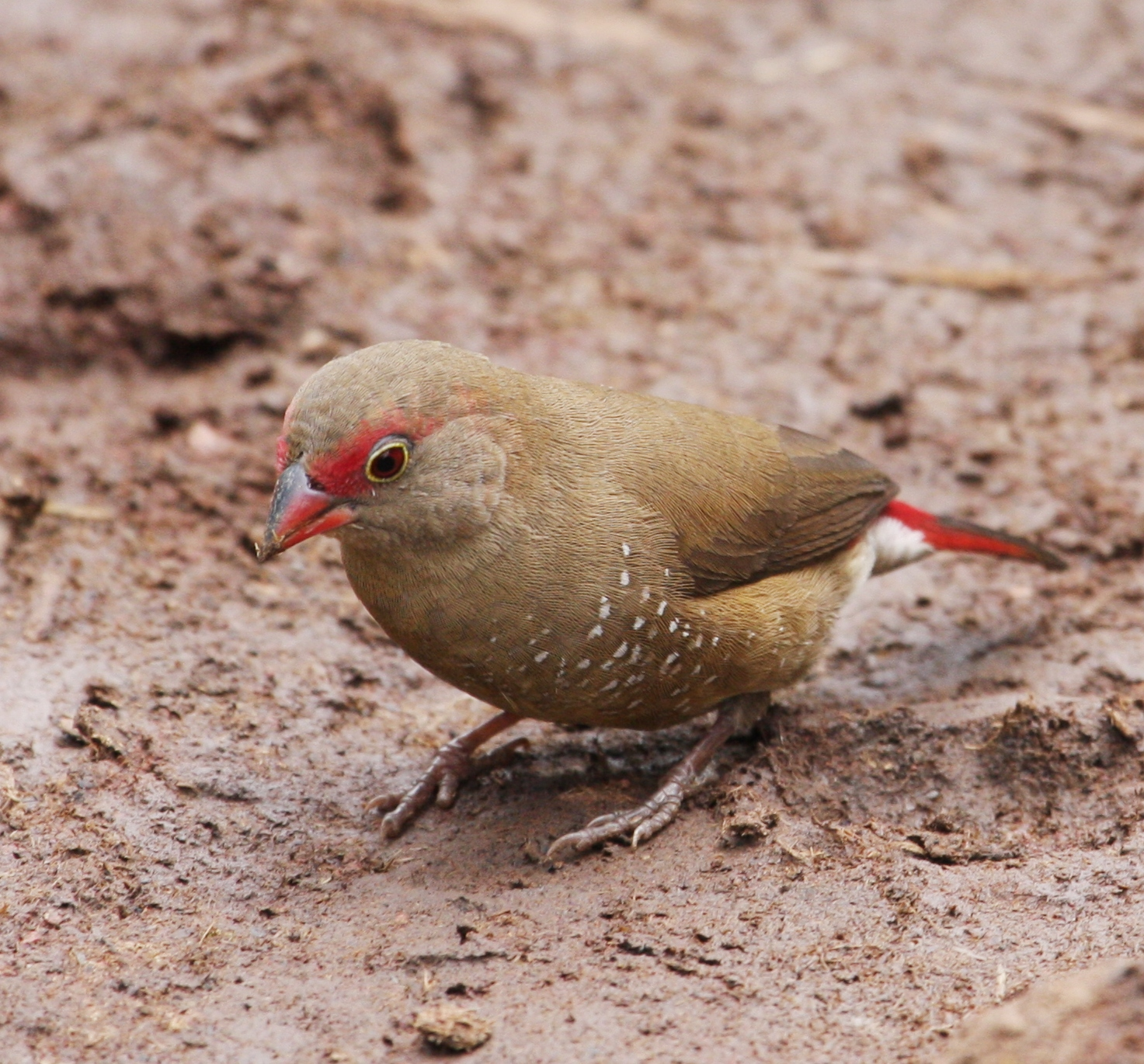
fêmea L. s. Brunneiceps, Etiópia
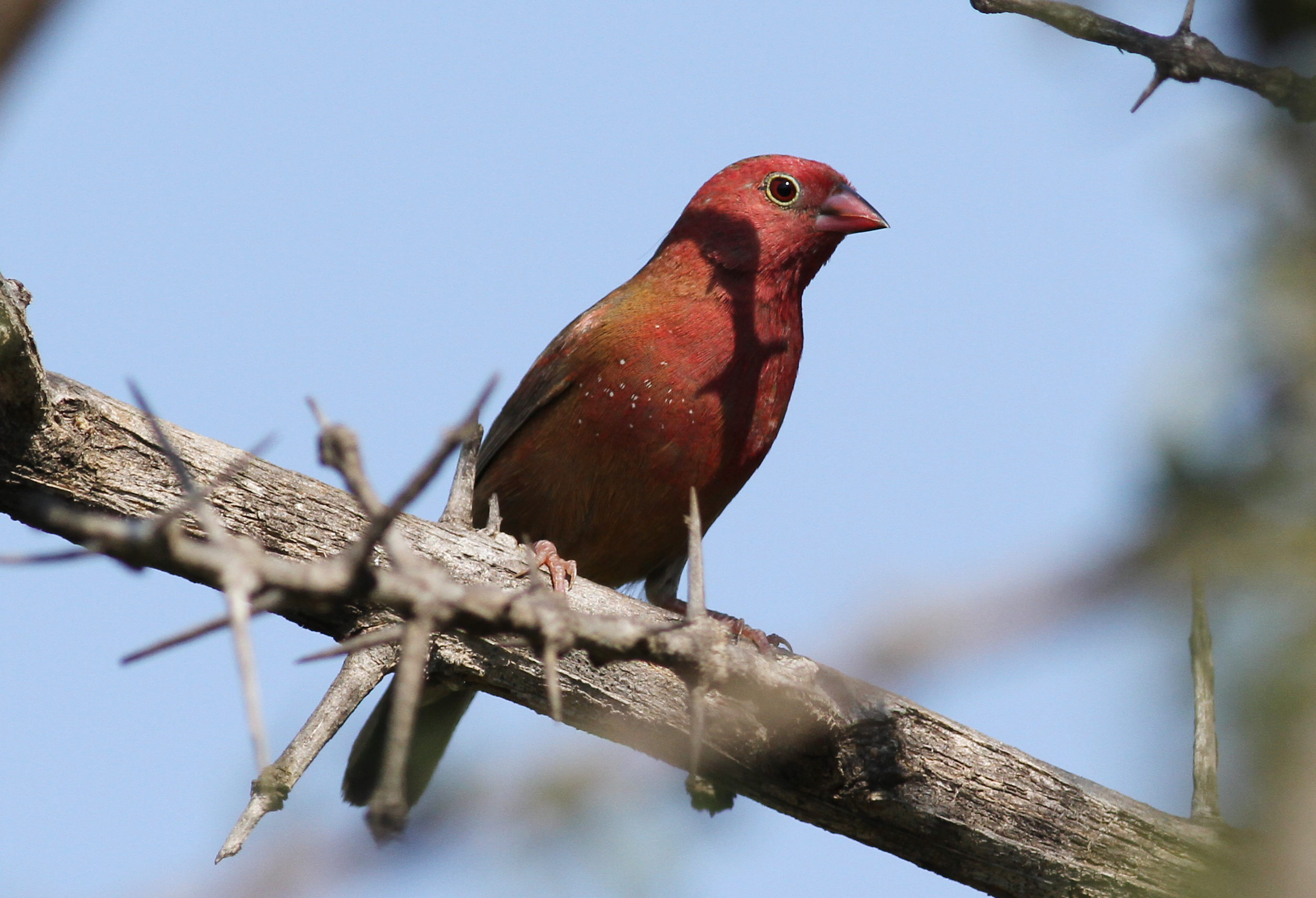
macho L. s. rendalli África do Sul
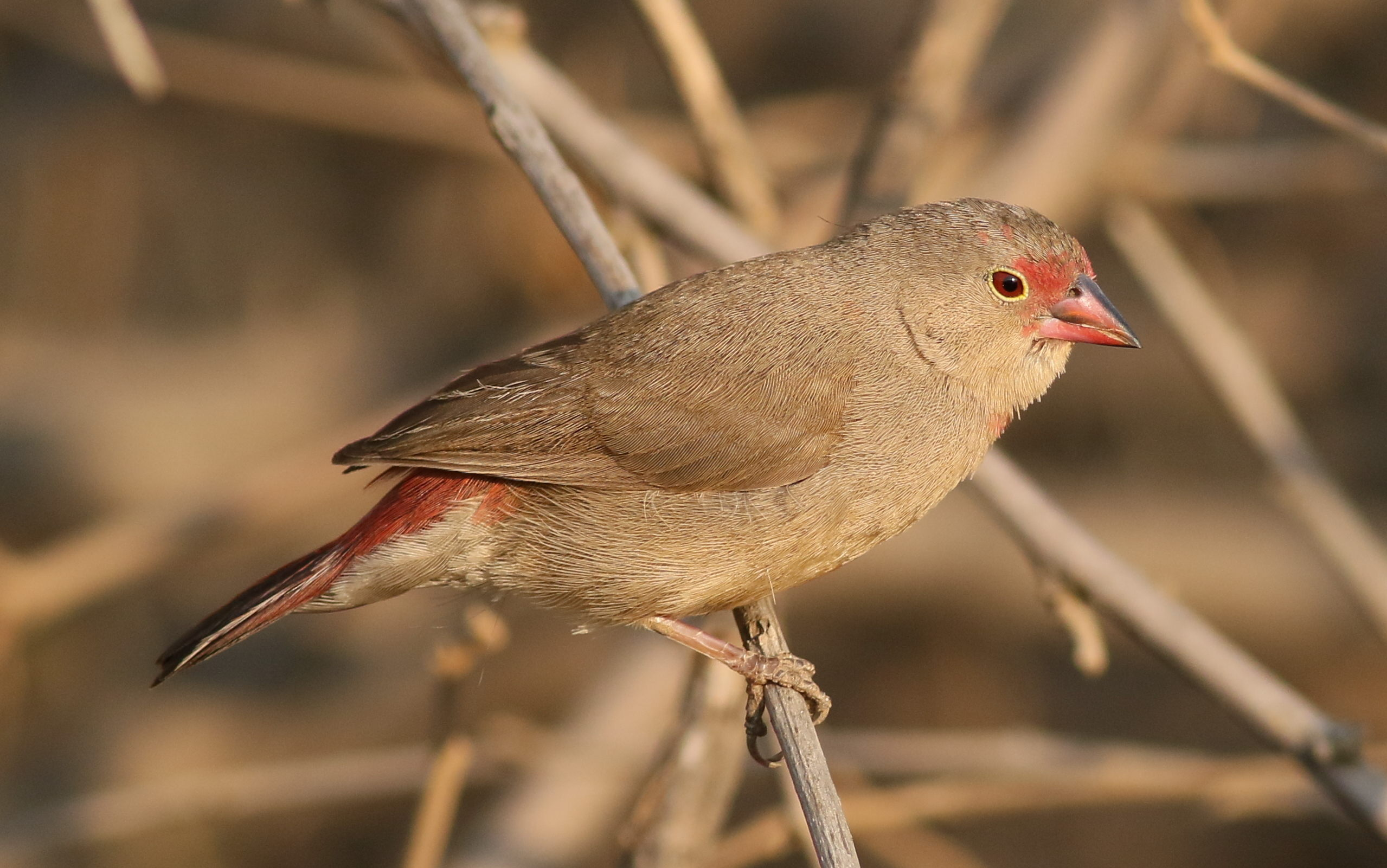
juvenil L. s. rendalli África do Sul
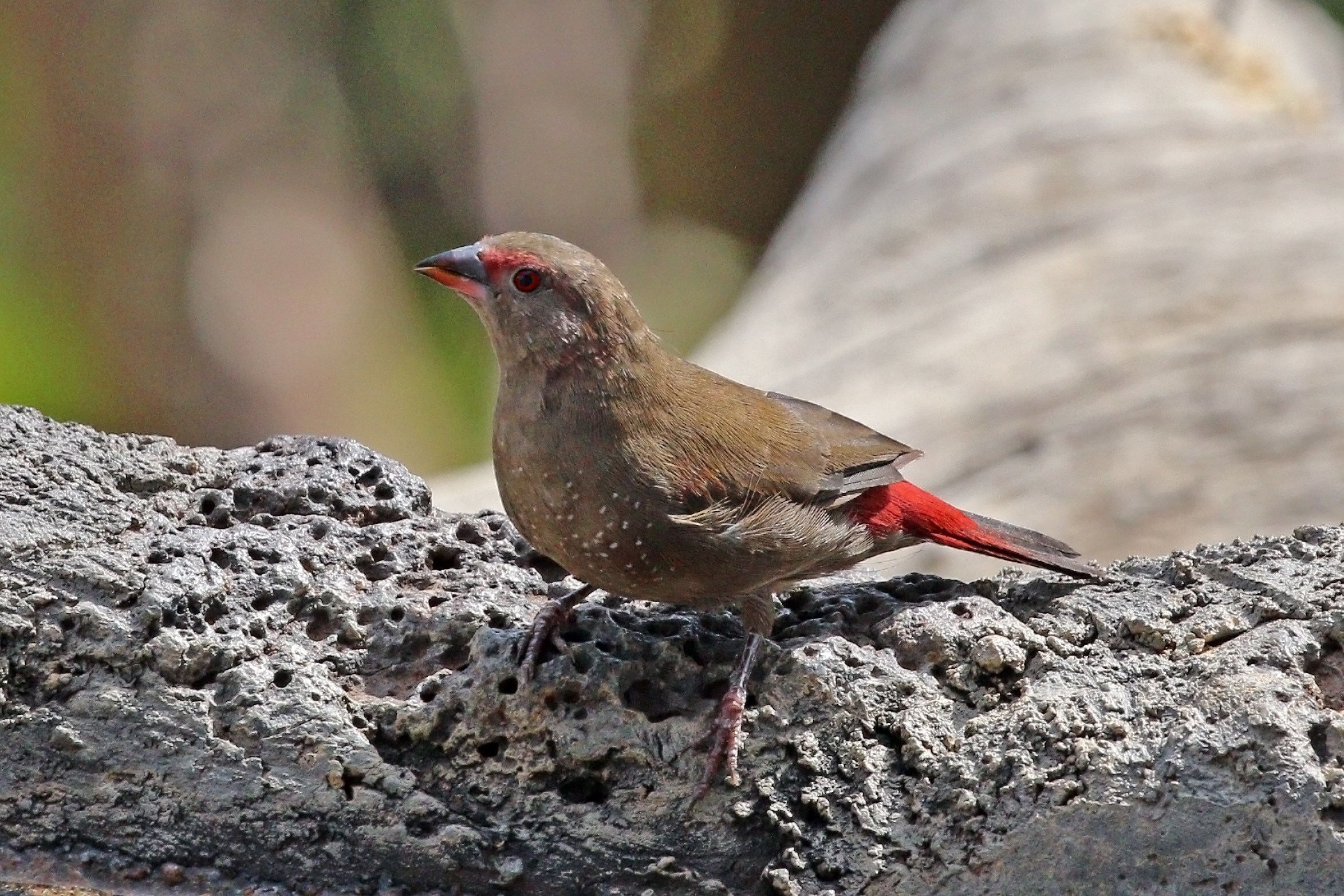
fêmea L. s. ruberrima Lago Baringo, Quênia
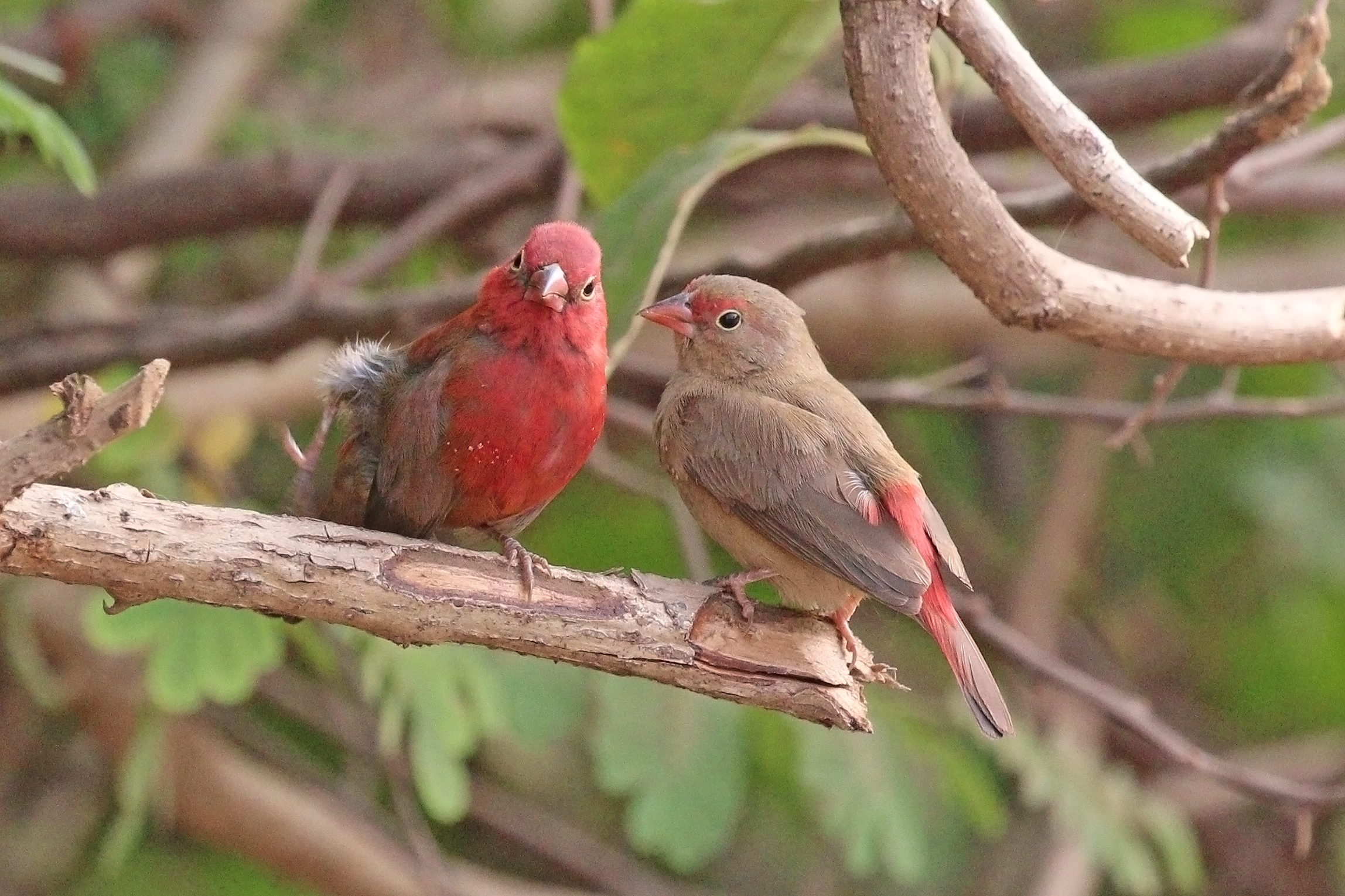
par de L.s. Senegal, Gâmbia